# NHKみんなのうた 55 アニバーサリー・ベスト 〜しまうまとライオン〜
『NHKみんなのうた 55 アニバーサリー・ベスト 〜しまうまとライオン〜』（エヌエイチケーみんなのうた ごじゅうご アニバーサリー・ベスト しまうまとライオン）は、2016年4月27日に発売された、NHKの音楽番組『みんなのうた』の放送開始55周年記念ベスト・アルバムのシリーズ。

## 概要
- 本作は、日本コロムビアから発売された。
- 規格商品番号は、COCX-39498。
- ジャケット写真の色は、赤。
- ジャケット写真の楽曲映像のアートワークは、以下の通り。
  - 1989年4月・5月放送「大きなリンゴの木の下で」
  - 1989年10月・11月放送「教室大笑い」
  - 1996年8月・9月放送「なつやすみのおさかな」
  - 2002年12月・2003年1月放送「ブレーメンのマペット音楽家」
  - 2013年10月・11月放送「しまうまとライオン」

## 収録曲
- 1.ホロスコープ 〜あなたの星座〜 / 榊原郁恵
- 2.あさ おきたん / 少年少女合唱団みずうみ
- 3.せんせ ほんまにほんま / 大阪すみよし少年少女合唱団
- 4.雨のてん・てん / 河合奈保子
- 5.母さんは雪おんな / 堀江美都子
- 6.いろはまつり / 森みゆき、ひばり児童合唱団
- 7.大きなリンゴの木の下で / ダ・カーポ
- 8.三女・おさがり節 / 加藤梓
- 9.教室大笑い / 一城みゆ希、杉並児童合唱団
- 10.いちばんきれいな星 / 島倉千代子
- 11.やさしくしてね / 山野さと子
- 12.やさしさの玉手箱 / 石田よう子
- 13.Go Go!コケコッコー / 中尾隆聖、ひよこ隊
- 14.星空のオルゴール / 塩田美奈子
- 15.なつやすみのおさかな / 大島実織
- 16.むかしトイレがこわかった! / 楳図かずお
- 17.ぶたまんごころ / 小林亜星
- 18.ブレーメンのマペット音楽家 / ブレス バイ ブレス
- 19.クロ / 遊佐未森
- 20.ねっこ君 / 山本譲二
- 21.しあわせの時計 / ハル&チッチ歌族、石巻市立雄勝小学校のみんな
- 22.しまうまとライオン / 渡辺真知子&筒井タケオ
- 23.おいら歌舞伎のぬらりんひょん / ひまわり屋
- 24.四つ角のメロディー / 加藤千晶
- 25.ピヨの恩返し / 岩男潤子